# Ranuccio Farnese (kardinaal)

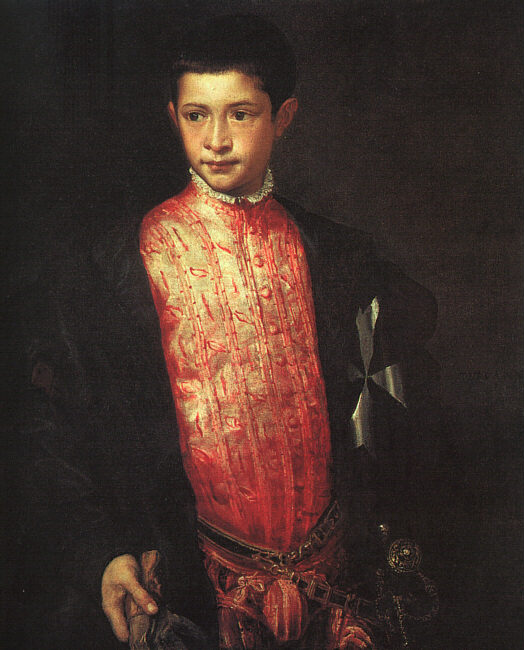
Ranuccio Farnese als twaalfjarige ridder in de Orde van Malta, geschilderd door Titiaan.

Ranuccio Farnese (Valentano, 11 augustus 1530 - Parma, 29 oktober 1565) was een Italiaanse prelaat en kardinaal van de Santa Lucia in Messina. Hij bekleedde die functie van 1545 tot aan zijn dood.
Ranuccio was de derde zoon van Pier Luigi Farnese, hertog van Parma en Piacenza. Hij werd evenals zijn oudste broer Alessandro tot kardinaal verheven in 1545 door zijn grootvader Paus Paulus III. Vanaf zijn aanstelling was hij vier jaar lang Aartsbisschop van Napels. Hij was reeds twee jaar eerder opgenomen in de Orde van Malta. Ranuccio was ook de beschermheer van Federico Commandino, een Italiaanse humanist. Hij stierf in 1565 en werd begraven in de Sint-Jan van Lateranen in Rome.